# Bünyamin Süral
Bünyamin Süral (* 1. September 1961 in Nizip) ist ein ehemaliger türkischer Fußballspieler und -trainer.

## Spielerkarriere
Süral begann seine Karriere bei Gaziantepspor. Bereits in seiner Debütsaison spielte er in elf Partien mit und wurde in seiner zweiten Saison (1982/83) Stammspieler. Trotz der vielen Einsatzzeit war die Saison mit dem Abstieg aus der Süper Lig gleichzeitig eine Enttäuschung. Er blieb eine Spielzeit bei Gaziantepspor und wechselte im Sommer 1985 zurück in die Süper Lig zu Malatyaspor.
In Malatya war er sofort Stammspieler und wurde mit der Mannschaft in seinem ersten Jahr 13. und in der darauffolgenden Saison 6. Platz. Seine Leistungen weckte bei den großen Klubs Interesse. Beşiktaş Istanbul verpflichtete den Abwehrspieler vor der Saison 1988/89. In Istanbul schaffte es Süral nicht Stammspieler zu werden und spielte in zwei Jahren lediglich 18 Ligaspiele. Mit dem Gewinn des türkischen Fußballpokals gewann er mit seinen Teamkollegen auf nationaler Ebene seinen ersten Pokal.
Im Sommer 1989 kehrte Bünyamin Süral zurück zu Gaziantepspor. Die Saison 1989/90 beendete er mit der Mannschaft auf dem 1. Platz in der 2. Liga und sicherte sich den Aufstieg in die Süper Lig. 1992 beendete er seine aktive Karriere.

## Trainerkarriere
Süral trainierte zu Beginn seiner Trainerlaufbahn seinen Heimatklub Nizip Belediye Olimpiyatspor. Es folgten Engagements bei Gaziantep Büyükşehir Belediyespor, Malatyaspor,  Cizrespor und Batman Petrolspor. In der Saison 2006/07 wurde Süral bei Gaziantepspor Co-Trainer neben Walter Zenga. Im darauffolgenden Sommer trainierte er die Jugend von Gaziantepspor. Während der Saison 2007/08 übernahm er nach der Entlassung von Mesut Bakkal für einen Monat die 1. Mannschaft und machte somit seine Premiere als Chef-Trainer in der Süper Lig.
Seine nächsten Posten als Chef-Trainer trat Süral, im Januar 2009, bei Gaziantep BB an und wurde zehn Monate später entlassen. Ein Jahr nach seiner Entlassung übernahm zum dritten Mal Gaziantep BB und musste nach vier Monaten den Verein verlassen.

## Erfolge

### Als Spieler
Beşiktaş Istanbul
- Türkischer-Fußballpokal-Sieger: 1989

Gaziantepspor
- Aufstieg in die Süper Lig (Saison 1989/90)